# Ferrocentral

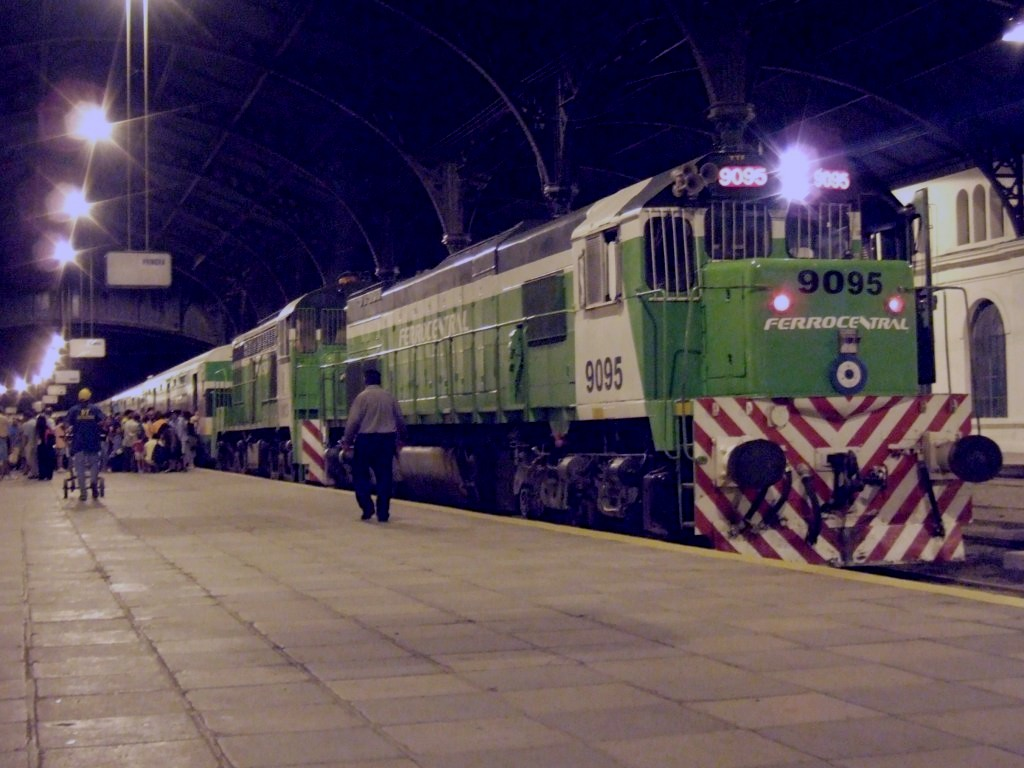
Ferrocentral-Zug in Tucumán

Ferrocentral war eine argentinische Eisenbahngesellschaft, die Reiseverkehr im Zentrum und Norden des Landes betrieb. Sie war ein Konsortium aus den Gesellschaften Ferrovías, die im Ballungsraum Buenos Aires Vorortbahnen betreibt, und dem Güterverkehrsbetreiber Nuevo Central Argentino.

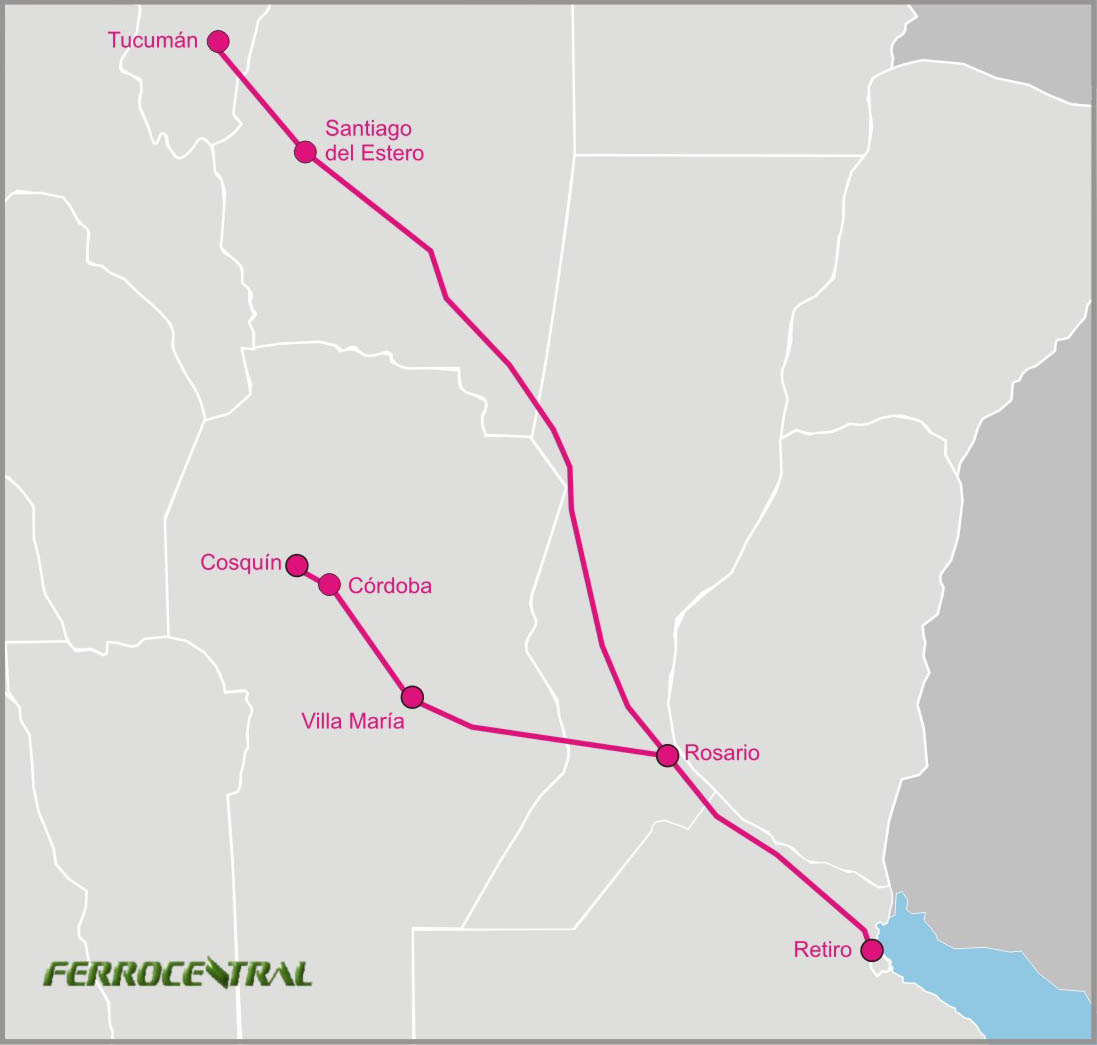
Streckennetz von Ferrocentral

## Strecken
Folgende Strecken wurden von Ferrocentral betrieben:
- Buenos Aires – Rosario – Córdoba (14 Stunden, zweimal pro Woche)
- Buenos Aires – Rosario – San Miguel de Tucumán (24 Stunden, zweimal pro Woche)
- Córdoba – Villa María (3 Stunden, dreimal pro Woche)
- Córdoba – Cosquín, (Tren de las Sierras, 2 Stunden, zweimal täglich, Streckenverlängerung bis Cruz del Eje in Bau)

Daneben betrieb die Gesellschaft die Stadtbahn Ferrourbano in Córdoba.
2014 wurden die Verkehre von der staatlichen Trenes Argentinos Operaciones übernommen.